# Степанос Таронеци

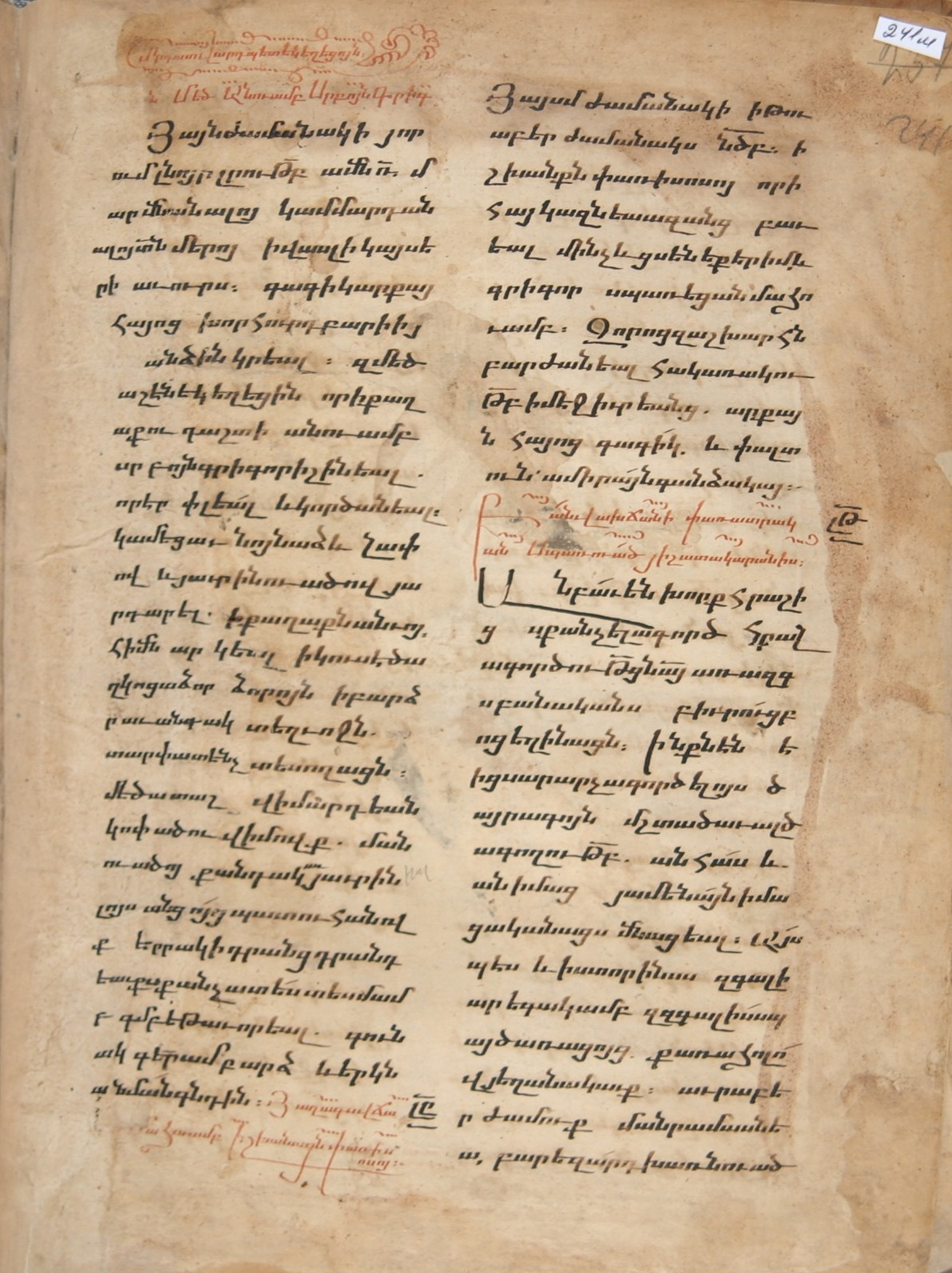
Рукопись XIII века «Всеобщей истории» Степаноса Таронеци

Степано́с Таронеци́ (Стефан Таронский, Асохи́к) (арм. Ստեփանոս Տարոնացի (Ասողիկ)) — армянский историк по прозвищу Асохик (говорун) рубежa X—XI веков. Написал «Всеобщую Историю» (Патмутюн тиезеракан), доведённую до 1004 года.
Был учеником Самуэла Камрджадзореци. Его «Всеобщая История» считается достоверным и хорошо изложенным трудом. Закончена в 1004 или в первые месяцы 1005 года. Первые две части его труда представляют собой компиляцию трудов предшествующих историков, имена которых он перечисляет в самом начале повествования, третья часть посвящена династии Багратидов и излагает историю Армении на протяжении 118 лет (886—1004 гг.). Последнюю часть Истории Степанос освещает как очевидец. Степанос Таронеци — сторонник сильной царской власти и объединения страны. Кроме истории Армении, в труде содержатся сведения по русско-византийским отношениям во времена князя Владимира Крестителя.
Имеется перевод сочинения на русский язык.